# Service à la française
Service à la française is een wijze van opdienen waarbij alle gerechten tegelijk op tafel worden geplaatst en er geen gangen zijn.

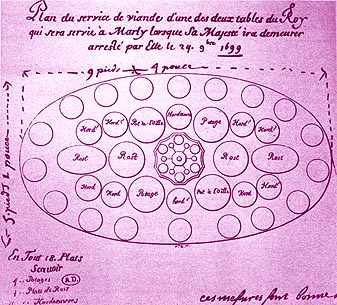
Tafel van de Zonnekoning in 1699

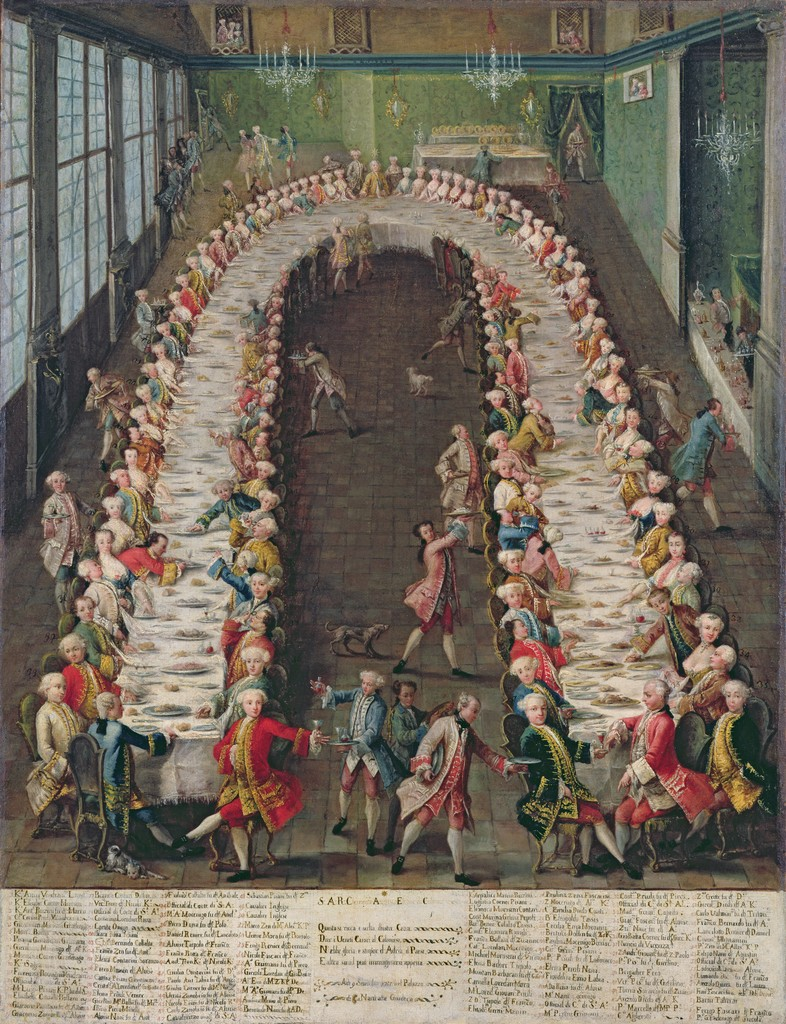
Pietro Longhi schilderde Venetianen aan een dis met een service à la française

In de middeleeuwen was een tafel vol gerechten een blijk van welstand. Er waren geen tafelversieringen zoals "pièces de milieu" en kandelaars. De schoonheid van de tafel bestond uit de gerechten zelf die in voorname huishoudingen fraai werden versierd. Voor het opdienen van een "service à la française" was veel personeel nodig. De keuken moesten alle soepen, pasteien, vissen, gevogelte en gebraad tegelijk op tafel kunnen brengen.
De gast nam zelf zijn mes en lepel mee in een etui of foedraal. De vork werd na 1700 gemeengoed.
Aan de hoven van het ancien régime werd tot aan de Franse Revolutie een service à la française geserveerd. De overdaad aan gerechten was een prestigezaak, de vorsten aten alleen aan een tafel en waren daarbij omringd door hovelingen die toekeken hoe zij dineerden. Van Koningin Marie-Antoinette was bekend dat ze er niets of vrijwel niets van at, de gerechten konden immers niet op de juiste temperatuur worden gegeten en zij hield er niet van om tijdens het dineren te worden gezien door een kleine menigte. Lodewijk XIV at met veel smaak van de vele gerechten, maar Lodewijk XV gaf de voorkeur aan verfijnde maaltijden en soupers in kleine kring. Service à la française had voor het hof het voordeel, dat er veel personeel voor nodig was en de restanten van de maaltijden iedere dag aan het publiek konden worden verkocht. Ook bij de inkoop van de vele ingrediënten konden koks, hofmeesters en hofmaarschalk persoonlijke financiële voordelen behalen.
Er was geen menukaart, de gerechten werden aangekondigd door de kamerheren.
De Franse Revolutie bracht een omslag in de gastronomie. De grote diners waren in Parijs enige tijd taboe en de koks van de gevluchte of geguillotineerde edelen vestigden zich als traiteur. Uit deze eenvoudige eetgelegenheden ontwikkelde zich het moderne restaurant. De service à la française is in een restaurant onpraktisch. De koks van de Russische ambassadeur introduceerden rond 1810 de service à la russe waarbij gerechten de een na de ander in een vaste volgorde op tafel verschenen. De Franse gastheren en hun koks waaronder Marie-Antoine Carême hielden nog enige tijd vast aan een service à la française maar de opkomende bourgeoisie van de 19e eeuw koos voor menu's en het gemak van de "service à la russe". De adel volgde uiteindelijk hun voorbeeld.